# Drienovo
Drienovo – wieś (obec) na Słowacji położona w kraju bańskobystrzyckim, w powiecie Krupina. Pierwsze wzmianki o miejscowości pochodzą z roku 1256.
Według danych z dnia 31 grudnia 2012, wieś zamieszkiwało 113 osób, w tym 54 kobiety i 59 mężczyzn.
W 2001 roku pod względem narodowości i przynależności etnicznej 98,41% mieszkańców stanowili Słowacy, a 0,79% Czesi.
Ze względu na wyznawaną religię struktura mieszkańców kształtowała się w 2001 roku następująco:
- Katolicy rzymscy – 38,1%
- Grekokatolicy – 0,79%
- Ewangelicy – 56,35%
- Ateiści – 2,38%
- Nie podano – 1,59%